# 安德魯斯 (佛羅里達州李維縣)
安德魯斯（英語：Andrews）是位於美國佛羅里達州李維縣的一個人口普查指定地區。

## 地理
安德魯斯的座標為29°31′55″N 82°53′07″W / 29.53194°N 82.88528°W，而該地最高點為海拔高度15米（即49英尺）。

## 人口
根據2010年美國人口普查的數據，安德魯斯的面積為14.80平方千米，當中陸地面積為14.80平方千米，而水域面積為0.00平方千米。當地共有人口795人，而人口密度為每平方千米53人。